# 瑟克拉茲鄉
45°45′N 21°07′E / 45.750°N 21.117°E
瑟克拉茲鄉（羅馬尼亞語：Comuna Săcălaz, Timiș），是羅馬尼亞的鄉份，位於該國西部，由蒂米什縣負責管轄，面積112平方公里，海拔高度85米，2002年人口6,716，人口密度每平方公里60人。